# Doketism
Doketism (av grekiska δοκεῖν, dokein, " att synas") är en kristologisk term som syftar på det av de flesta teologer klassade som hädiska antagandet att Jesus Kristus endast skenbart var en människa och att därför även hans lidande var en illusion. Läran omfattades särskilt av gnostiska riktningar men också av markionismen.
Doketismen kom tidigt att stämplas som hädisk av den etablerade kyrkan som menar att tanken medför ett förnekande av Jesu död och uppståndelse vilket skulle omintetgöra människans frälsning.
Muslimer – som per definition inte är doketister – har likväl inte kunnat acceptera att en gudomlig budbärare dör på det sätt som Jesus (Isa) dog på. Även Koranen avvisar därför Jesu korsfästelse och död, men han ses definitivt som en människa. Auktoriserade korantolkare menar att en annan person förvandlades av Gud till att se ut som Jesus. Judarna och romarna arresterade och korsfäste i och med detta fel person. Gud hade redan före korsfästelsen fört upp den riktige Jesus till himmelen. Vissa har föreslagit att de kristna, som Muhammed mest kommit i kontakt med, var gnostiskt kristna.
I gnostiska kristna berättelser finns faktiskt beskrivningar som för den oinsatte kan te sig som om det var någon som var lik Jesus till utseendet som romarna korsfäste av misstag, eller till och med på grund av att en skrattande Jesus skulle ha lurat dem. Egentligen handlar texterna om hur den andliga inre kärnan (som uppnått gnosis) i manspersonen Jeshua lämnade dennes kropp innan denna var död, kanske redan innan den piskats. Gnostikerna förkastade hela den fysiska världen och ansåg att skaparen – ett lägre väsen än Gud – hade gjort något oförlåtligt och därtill ofullkomligt genom skapelsen. De tog helt avstånd från den kristna majoritetens grundsatsen att en närvarande, felfri och god Gud skulle ha skapat kropp och själ, eftersom de såg kroppen som ett fängelse som orsakade mycket lidande.